# Organisation der islamischen Welt für Bildung, Wissenschaft und Kultur
Die Organisation der islamischen Welt für Bildung, Wissenschaft und Kultur (ICESCO), vormals Islamische Organisation für Bildung, Wissenschaft und Kultur, ist eine internationale Organisation, die aus der Organisation für Islamische Zusammenarbeit (OIC) hervorgegangen ist und sich auf die Bereiche Bildung, Wissenschaft, Kultur und Kommunikation in islamischen Ländern spezialisiert hat. Sie zielt darauf ab, die Beziehungen zwischen den Mitgliedstaaten zu unterstützen und zu stärken.
Der Hauptsitz der ICESCO befindet sich in Rabat. Ihr Generaldirektor ist Salim M. AlMalik.

## Geschichte
Der oberste Beschluss der Dritten Islamischen Gipfelkonferenz (Makkah Al-Mukarramah, 25.–28. Januar 1981) bestätigte die Gründung eines neuen internationalen islamischen Organs, das die anderen Organe der gemeinsamen islamischen Aktion, die im Rahmen der OCI arbeiten, bereichern soll und den Namen „Islamische Organisation für Bildung, Wissenschaft und Kultur“ trägt.
Bei der Sitzung des Exekutivrats der Islamischen Organisation für Bildung, Wissenschaft und Kultur (ISESCO), die am 29. und 30. Januar 2020 in Abu Dhabi, Staat der Vereinigten Arabischen Emirate, stattfand, wurde die Änderung des Namens der Organisation von der „Islamischen Organisation für Bildung, Wissenschaft und Kultur“ in „Organisation der islamischen Welt für Bildung, Wissenschaft und Kultur“ (ICESCO) beschlossen. In diesem Zusammenhang erklärte Salim M. Al-Malik, Generaldirektor der ICESCO, dass die Namensänderung darauf abziele, Unklarheiten hinsichtlich der Art ihrer Nichtverkündigungsfunktionen zu klären und breitere Horizonte für ihre Präsenz auf der internationalen Ebene zu eröffnen. Er wies darauf hin, dass der neue Name den zivilisatorischen Auftrag der Organisation in den Bereichen Bildung, Wissenschaft, Kultur und Kommunikation sowie die Ziele, die sie anstrebe, besser widerspiegeln werde.

## Ziele
- Stärkung, Vertiefung und Förderung der Zusammenarbeit zwischen den Mitgliedstaaten in den Bereichen Bildung, Wissenschaft, Kultur und Kommunikation sowie Förderung und Entwicklung dieser Bereiche im Rahmen des zivilisatorischen Bezugsrahmens der islamischen Welt und in Anbetracht der islamischen menschlichen Werte und Ideale.
- Festigung des Verständnisses zwischen den Völkern innerhalb und außerhalb der Mitgliedstaaten und Beteiligung an der Schaffung von Frieden und Sicherheit in der Welt mit allen möglichen Mitteln, insbesondere durch Bildung, Wissenschaft, Kultur und Kommunikation.
- Das authentische Bild des Islams und der islamischen Kultur zu verbreiten, den Dialog zwischen den Zivilisationen, Kulturen und Religionen zu fördern und die Verbreitung der Kultur der Gerechtigkeit und des Friedens sowie der Prinzipien von Freiheit und Menschenrechten, wie sie in der islamischen Zivilisation wahrgenommen werden, zu gewährleisten.
- Förderung der kulturellen Interaktion und Festigung der Aspekte der kulturellen Vielfalt in den Mitgliedstaaten bei gleichzeitiger Arbeit an der Wahrung der kulturellen Identität und der Wahrung der geistigen Unabhängigkeit.
- Stärkung der Komplementarität und Koordination zwischen den Institutionen der Organisation für islamische Zusammenarbeit, die auf die Bereiche Bildung, Wissenschaft, Kultur und Kommunikation spezialisiert sind, sowie zwischen den Mitgliedstaaten der ISESCO und Stärkung der Zusammenarbeit und Partnerschaft mit ähnlichen Regierungs- und Nichtregierungsinstitutionen von gemeinsamem Interesse, die innerhalb und außerhalb der Mitgliedstaaten tätig sind.
- Der islamischen Kultur Aufmerksamkeit zu schenken, ihre Besonderheiten hervorzuheben und ihre Bestandteile durch akademische Studien, wissenschaftliche Forschung und Bildungsprogramme bekannt zu machen.
- Sich für Komplementarität und Verbindungen zwischen den Bildungssystemen in den Mitgliedstaaten einzusetzen.
- Unterstützung der Bemühungen von Bildungs-, wissenschaftlichen und kulturellen Einrichtungen von Muslimen, die in Nichtmitgliedstaaten der ISESCO ansässig sind.

Ein explizites Ziel ist die Bildung und Förderung von islamischen Entscheidungsträger-Eliten im Sinne der Entwicklungs- und Nachhaltigkeitspolitik.
Durch internationale Kooperation wird externe Kompetenz eingebunden, beispielsweise durch Zusammenarbeit mit Einrichtungen auf UN-Ebene. Gemeinsame Projekte wurden auch mit WAITRO, dem Weltdachverband der Angewandten Forschung, realisiert.

## Mitgliedsstaaten der ICESCO mit den jeweiligen Beitrittsdaten
Die Charta der ICESCO legt fest, dass jeder Mitgliedstaat der Organisation der Islamischen Konferenz (OIC) Mitglied der ICESCO wird, nachdem er diese Charta formell ratifiziert, die rechtlichen und legislativen Verfahren im Zusammenhang mit der Entscheidung über den Beitritt abgeschlossen und die Generaldirektion der ICESCO schriftlich informiert hat. Ein Staat, der nicht Mitglied der OIC ist oder Beobachterstatus in der OIC hat, kann nicht Mitglied der ICESCO sein.
Derzeit sind 52 der 57 OCI-Mitgliedstaaten der ICESCO angeschlossen. Sie sind in arabischer alphabetischer Reihenfolge mit ihren Beitrittsdaten aufgeführt.
Das Akronym (ICESCO) setzt sich aus den Initialen der folgenden englischen Wörter zusammen: IslamiC world Education, Science and Culture Organization (Organisation der islamischen Welt für Bildung, Wissenschaft und Kultur).

## Kulturhauptstadt der islamischen Welt
Im November 2021 wurde Rabat von der ICESCO zur Kulturhauptstadt der islamischen Welt 2022 ernannt. In diesem Rahmen fand im Juni 2022 der 27. Internationale Buchsalon Rabat statt, auf der die Präsentation des Buches Mémoires d’une lesbienne von Fatima Zahra Amzkar durch das Kulturministerium untersagt wurde.